# Sonangol
Sonangol (en portugais : Sociedade Nacional de Combustíveis de Angola E.P.) est une entreprise publique chargée de l'exploitation et de la production de pétrole et de gaz naturel en Angola. Le groupe est la principale entreprise d'Angola, il représente, en 2017, près de 40 % du PIB du pays et 95 % des exportations.
Le groupe est le concessionnaire des réserves offshore et onshore de pétrole en Angola, qui s'élèvent à 5 milliards de barils avec un potentiel assez important, les découvertes récentes sont 5 fois plus élevées que la production. L'exploitation des gisements (notamment ceux de Dalia, Pazflor et Kizomba) est le plus souvent réalisée de façon conjointe avec les grandes majors internationales, notamment le groupe Total sur ses plates-formes pétrolières.

## Histoire
Au lendemain de l'indépendance de l'Angola, en 1976, la compagnie ANGOL (Sociedade de Lubrificantes e Combustivels Sarl, filiale de la compagnie d'État portugaise SACOR) créée en 1953, a été nationalisée et coupée en deux, pour former la Sonangol U.E.E. et la Direcção Nacional de Petroleos. La Directive 52/76 institua Sonangol comme entreprise publique avec pour mission de valoriser les ressources en pétrole et gaz naturel du pays, bénéficiant de la nationalisation des installations existantes de la Texaco, Fina, Shell et Mobil et soutenue à ses débuts par la Sonatrach et Eni.
Selon l’ONG américaine Human Rights Watch (HRW), une somme colossale s’est évaporée des caisses de l’État angolais. Un trou de 32 milliards de dollars, soit 25 % du PNB de l’Angola, a été identifié entre 2007 et 2010 par le FMI. La somme, qui a disparu des caisses de l’État proviendrait de la Sonangol, qui gère la manne de l’or noir en Angola,.
Le 15 novembre 2017, le nouveau président angolais Joao Lourenço destitue la PDG historique Isabel dos Santos, fille du précédent président angolais José Eduardo dos Santos au pouvoir depuis 35 ans, et ce à peine trois mois après son élection. Ceci coïncide également avec la révélation, une semaine auparavant, par les Paradise Papers, d'un détournement de fonds publics de $ 2,5 milliards retrouvés sur un compte off-shore à l'île Maurice.
Lourenço lance une restructuration de Sonangol et nomme Carlos Saturnino à la présidence du conseil d'administration. La restructuration vise à diminuer la dette de Sonangol en vendant les activités qui ne sont pas directement liées à l'exploration, au raffinage et à la production. Sonangol perd en particulier sa mission de gestion des concessions pétrolières au profit de l'Agence nationale du pétrole et du gaz (Agência Nacional de Petróleo, Gás e Biocombustíveis, ANPG).
En juin 2019, le président Lourenço démet Carlos Saturnino de son poste de président du conseil d'administration de la Sonangol, ainsi que plusieurs membres du conseil d'administration et nomme Sebastião Gaspar Martins à la présidence du conseil d'administration. Il semble que la réforme demandée par Lourenço se heurte à des résistances internes.
En 2020, Sonangol débute une restructuration de ses activités pour se concentrer principalement sur l'extraction de pétrole. Des appels d'offres sont lancés pour vendre ses parts dans des sociétés de transport pétrolier ou de services.
Face à la crise liée à la pandémie mondiale de Covid 19, Sonangol enregistre une perte colossale de 4,1 milliards de dollars en 2020. La société nationale doit donc faire appel à de nouveaux emprunts dont la totalité dépassera les 2 milliards d'euros.

## Organisation

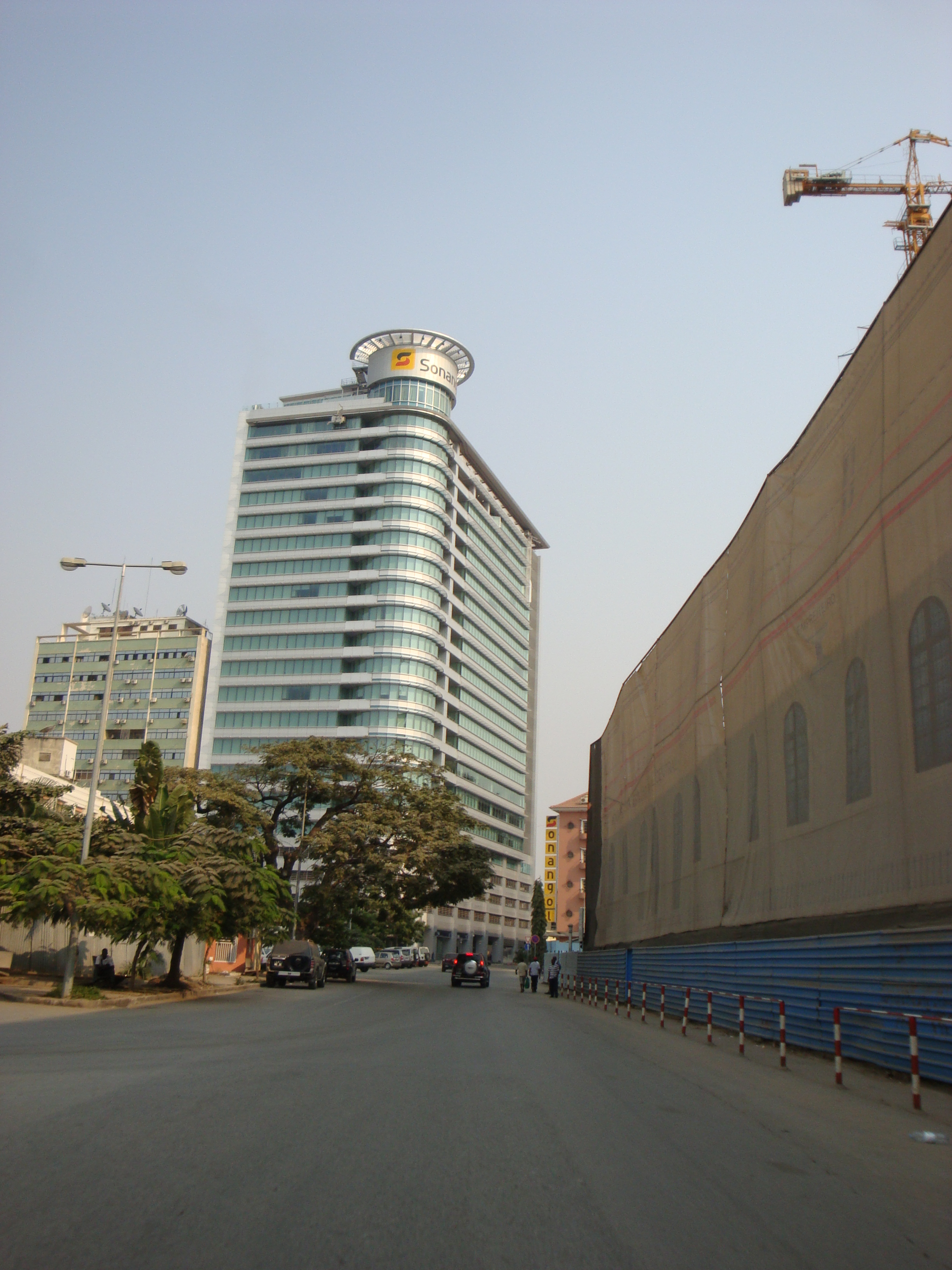
Siège de Sonangol à Luanda

Sonangol détient plus d'une trentaine de filiales avec des implantations notamment dans les pays suivants :
- Brazzaville
- Hong Kong
- Houston
- Londres
- Singapour.

La croissance des besoins de la compagnie en services notamment dans les télécommunications, la logistique, la distribution, l'informatique, l'ingénierie et la sismique... est à l'origine de la création de nombreuses filiales. Sonangol a aussi cherché à assurer des débouchés à sa production notamment avec la compagnie aérienne Sonair et à valoriser ses réserves en monnaie avec les banques  Banco Africano de Investimentos et Banco do Comercio e Industria.